# Дарлінг (річка)
Да́рлінг (англ. Darling) — річка на південному сході Австралії, права притока Муррею. Є найдовшою річкою Австралії.
- Довжина 2 739 км
- Сточище 710 000 км²
- Середня річна витрата води 57 м³/сек

У верхній течії, після злиття з річкою Калгоа, послідовно називається: Думерік, Макинтайр і Баруон. Бере початок на західних схилах хребта Нью-Інгленд у міста Боурк. Живлення дощове, режим паводочний, коливання рівня місцями сягають 6—8 м. У суху зимню пору року в нижній течії пересихає, розпадаючись на окремі плеси не досягає Муррея. Використовується для зрошування.

## Історія відкриття
Стерт Чарлз народився в Індії. У 1813 році він вступив в армію, брав участь в походах проти Наполеона, потім служив в Канаді і в Ірландії. У 1826 році він прибув до Австралії — губернатор Нового Південного Уельсу призначив його начальником експедиції, яка повинна була обстежувати внутрішні області країни.
Посуха 1826-1828 років була настільки сильна, що, по словах Стерта, «земля так вицвіла, що на ній не залишилося і сліду рослинності». Подорож Стерта було викликано прагненням встановити перебіг знов відкритих річок і відшуканням пасовищ.
Стерт, якого супроводжував Гамільтон Г'юм, пройшов навколо майже пересохлого русла річки Маккуорі і легко здолав болота, в яких зав'язнув одинадцять років тому Окслі. 1 січня 1829 року вони відкрили річку Боган, яка текла на північний північно-захід паралельно річці Маккуорі, і спустилися по ній до місця її впадання у велику річку. На честь губернатора Нового Південного Уельсу Стерт назвав цю нововідкриту водну артерію річкою Дарлінг.
Вода в ній виявилася солоною. Річка протікала через солончакову пустелю, лише подекуди збереглися зворушені жовтизною ділянки з травою. Страшна посуха вбивала все живе. Проте Стерт був переконаний, що ця безрадісна місцевість зовсім не суцільна пустеля. Адже там і тут він зустрічав аборигенів, а береги річки Дарлінг зберігали сліди минулих повеней.

## Фауна
Загадкова риба, що мешкає лише в дрібних притоках верхів'їв Муррея, — Дарлінга і річках, що впадають в них, — це чорна риба (Gadopsis marmoratus). Цей комахоїдний вид раніше був більш численним, але його чисельність знизилася, ймовірно, через занесену сюди з північної півкулі форель, яка поїдає ту ж їжу. З огляду на те, що спорідненість чорної риби з іншими рибами неочевидна, її виділяють в окрему родину серед окунеподібних риб.